# Ceratophysella brevisensillata
Ceratophysella brevisensillata är en urinsektsart som beskrevs av Riozo Yosii 1961. Ceratophysella brevisensillata ingår i släktet Ceratophysella och familjen Hypogastruridae. Inga underarter finns listade i Catalogue of Life.